# Стенищева, Екатерина Юрьевна
Екатерина Юрьевна Стенищева (род. в 1980 г. в г. Москва) — Заслуженный мастер спорта России, бывший капитан сборной команды России по ушу.
К 20 годам на счету у Екатерины Стенищевой уже было 8 титулов чемпионки Европы в отдельных видах единоборств, 8 серебряных и 3 бронзовых медали европейского достоинства. Также она является двукратной обладательницей титула чемпионки мира по ушу. Общее количество медалей, выигранных ей на различных международных соревнованиях, к этому времени составило: 36 золотых, 17 серебряных и 5 бронзовых. За 11 лет спортивной карьеры Е. Стенищева взяла 65 золотых, 19 серебряных и 9 бронзовых медалей.
Европейская федерация ушу признала Стенищеву лучшей Европейской спортсменкой по ушу XX столетия. Международная федерация ушу включила Екатерину Стенищеву в число пяти лучших спортсменок Мира и в 2000 году пригласила её в качестве демонстратора техники ушу в учебный фильм по новому международному соревновательному стандарту.
Екатерина Стенищева 9 раз выполнила норматив Мастера спорта международного класса и является одной из самых результативных спортсменок России и Европы во всех видах восточных единоборств, культивируемых в Российской Федерации.
Замужем, двое детей.

## Список достижений
- 1990 год — Чемпионка СССР в многоборье среди юниоров;
- 1991 год — Чемпионка СССР в отдельных видах;
- 1992 год — Чемпионка России в отдельных видах;
- 1992 год — Чемпионка Европы в отдельных видах;
- 1992 год — Обладатель Кубка Мира по шаолиньскому ушу;
- 1993 год — Чемпионка России в отдельных видах;
- 1993 год — Обладатель Кубка Европы по ушу;
- 1993 год — Призёр Чемпионата Мира (4 место);
- 1993 год — Абсолютная чемпионка международного турнира «Звезды ушу» в Варшаве;
- 1994 год — Чемпионка России в отдельных видах;
- 1994 год — Абсолютная чемпионка Пекинского международного турнира по ушу;
- 1994 год — Абсолютная чемпионка Европы по ушу;
- 1995 год — Чемпионка России в отдельных видах;
- 1995 год — Обладатель Кубка Мира по шаолиньскому ушу;
- 1995 год — Чемпионка Уданского международного турнира по ушу;
- 1995 год — Обладатель Кубка ЕВРОПЫ в многоборье ушу;
- 1996 год — Чемпионка России в многоборье ушу;
- 1996 год — Абсолютная Чемпионка Европы по ушу:
- 1996 год — Абсолютная чемпионка России по ушу;
- 1997 год — Обладатель Кубка России в многоборье ушу;
- 1997 год — Обладатель Кубка Мира в многоборье по шаолиньскому ушу;
- 1998 год — Абсолютная Чемпионка России по ушу;
- 1998 год — Чемпионка Пекинского международного турнира по ушу;
- 1998 год — Чемпионка Тайчжоусского международного турнира по ушу;
- 1999 год — Абсолютная чемпионка России по ушу;
- 1999 год — Чемпионка Пекинского международного турнира по ушу;
- 2000 год — Абсолютная чемпионка России по ушу;
- 2000 год — Абсолютная Чемпионка Европы по ушу;
- 2001 год — Абсолютная Чемпионка России по ушу;
- 2001 год — Двукраткая Чемпионка Мира по ушу.